# 大野龍太
大野 龍太（おおの りゅうた、1892年11月15日 - 1957年2月6日）は、日本の大蔵官僚。大蔵次官。

## 来歴・人物
神戸一中、第一高等学校、1917年7月東京帝国大学法科大学政治学科卒業。同年、大蔵省入省。
1927年2月に大蔵省特別銀行課長兼蔵相秘書官に。のち蔵相秘書官兼首相秘書官を挟んで、特銀課長在任中の事柄を問われ訴追された（帝人事件）。そのため1934年5月から1937年12月まで休職。
帝人事件が検察側の控訴断念により終息したことで、1938年6月に理財局長に。翌年1939年1月から1940年7月まで次官を務めた。1942年4月から戦時金融金庫副総裁、1944年3月から1945年10月まで同・総裁に。
戦後の1946年から1951年8月まで公職追放。

## 家族
- 父の大野輝吉は神戸西須磨の医師。大野家は北条町（兵庫県）の旧家。東京大学医学部別科を卒業後、神戸病院を経て神戸市に大野病院を創立した[1]。
- 母方祖父の丹波謙蔵は蘭方医・丹波元礼の長男で、西洋雜貨商で財を成し、西大寺鉄道取締役などを務めた[2][3]。弟に丹波敬三がいる。
- 妻の明子は司法大臣原嘉道の二女[4]
- 長男の大野公男は化学者で北海道大学名誉教授。
- 次男の大野正男は弁護士、最高裁判所判事。
- 孫の大野英男は物理学者、東北大学学長。

## 栄典
- 1940年（昭和15年）8月15日 - 紀元二千六百年祝典記念章[5]